# Locomotiva Shay

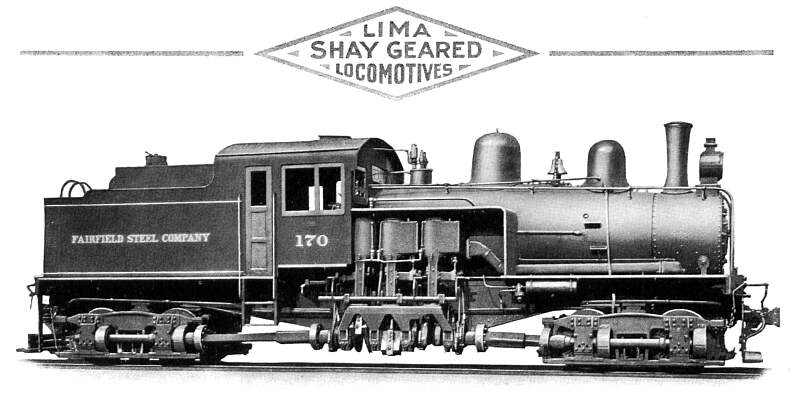
Locomotiva Shay, construída por Lima Locomotive Works.

Locomotiva Shay é o tipo mais difundido de locomotiva a vapor por engrenagens. As Shay foram desenvolvidas por Ephraim Shay, a quem é creditada a popularização do conceito de locomotiva a vapor por engrenagens.

## Descrição

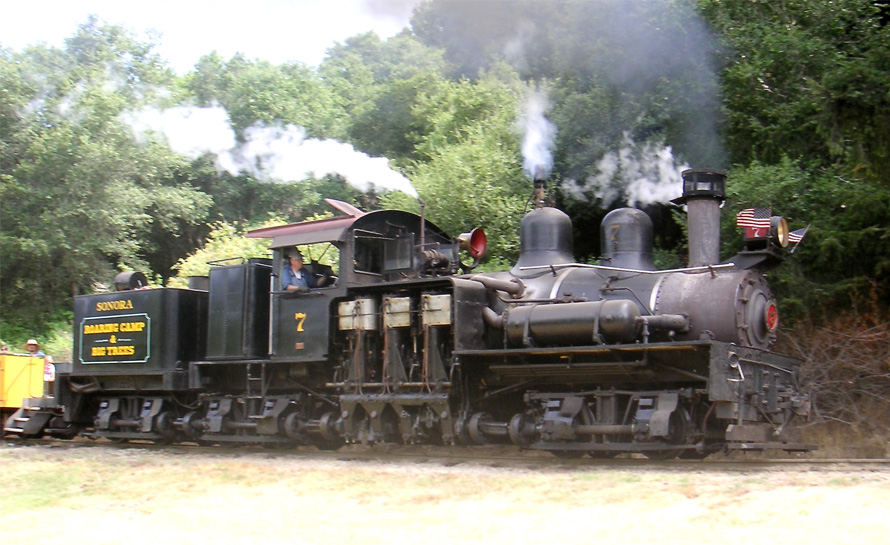
Locomotiva Shay "Sonora", mostrando as engrenagens laterais.

Na locomotiva Shay, uma caldeira típica é montada deslocada para a esquerda, a fim de oferecer espaço e contrabalançar o peso dos dois ou três cilindros verticais montados do lado direito, juntamente com o sistema de transmissão da força motora às rodas.
Neste sistema, todas as rodas podem ser motrizes, aumentando consideravelmente o esforço de tração.

## Desenvolvimento

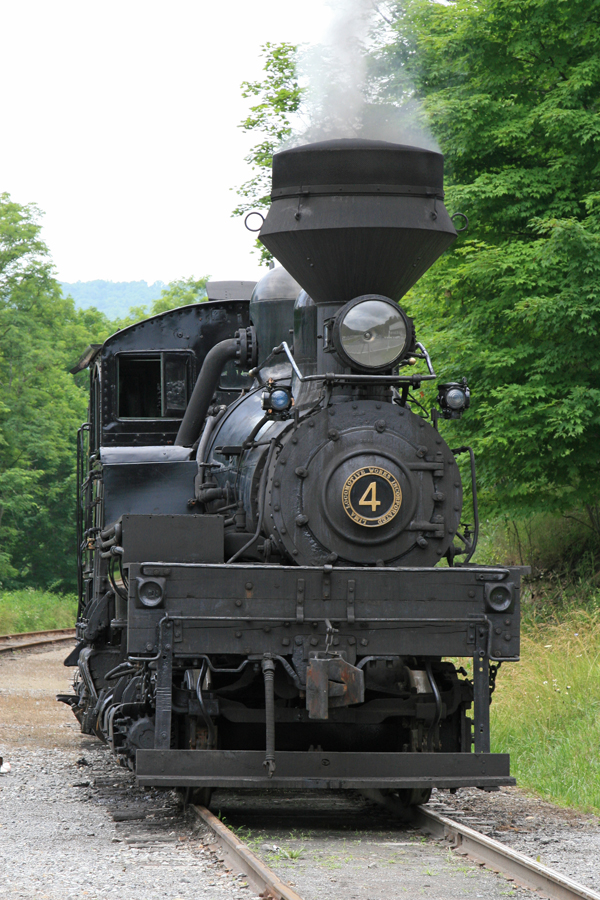
Locomotiva Shay, mostrando a caldeira tipicamente deslocada para o lado esquerdo.

Em 1860, Ephraim Shay, um ex-professor e comerciante de Michigan, iniciou no ramo madeireiro e logo tentou substituir os habituais trenós de neve por melhores modos de deslocar as toras de madeira para a serraria. Em 1875, ele construiu sua própria linha férrea, com bitola de 3 pés e 2 polegadas (660mm). Com isso, ele podia transportar toras durante o ano todo.
Dois anos depois ele inventou a locomotiva Shay, dando andamento à ideia de montar cilindros a vapor verticais em uma plataforma. A força de tração era transferida dos cilindros às rodas através de um sistema de pistões e engrenagens, similares aos dos motores atuais.
Shay entrou com pedido de patente do sistema em 1881, mas já em 1880 a companhia Lima Locomotive Works, de Ohio, desenvolvia o primeiro protótipo para Ephraim Shay. Antes de 1884, os modelos foram construídos com dois cilindros. Em 1884, Lima disponibilizou o primeiro modelo Classe-B com três cilindros e, em 1885, o Classe-C, com três conjuntos de rodas (truques).
O sucesso da locomotiva Shay impuslsionou o crescimento da própria Lima. Em 1903, a companhia lançou a mais pesada locomotiva com engrenagens de então, a primeira Classe-D, com 4 truques e 130 toneladas.
Após a expiração da patente de Shay, outras companhias, como a Willamette Iron and Steel Works, passaram a produzir locomotivas similares, sem contudo, levarem o nome Shay, de propriedade da Lima Locomotive Works, o qual, entretanto, tornou-se sinônimo de locomotivas a engrenagem.
Ao longo de 67 anos, entre 1878 e 1945, 2.767 foram construídas pela Lima, sob os diferentes nomes que a companhia adotou neste tempo.

## Classes

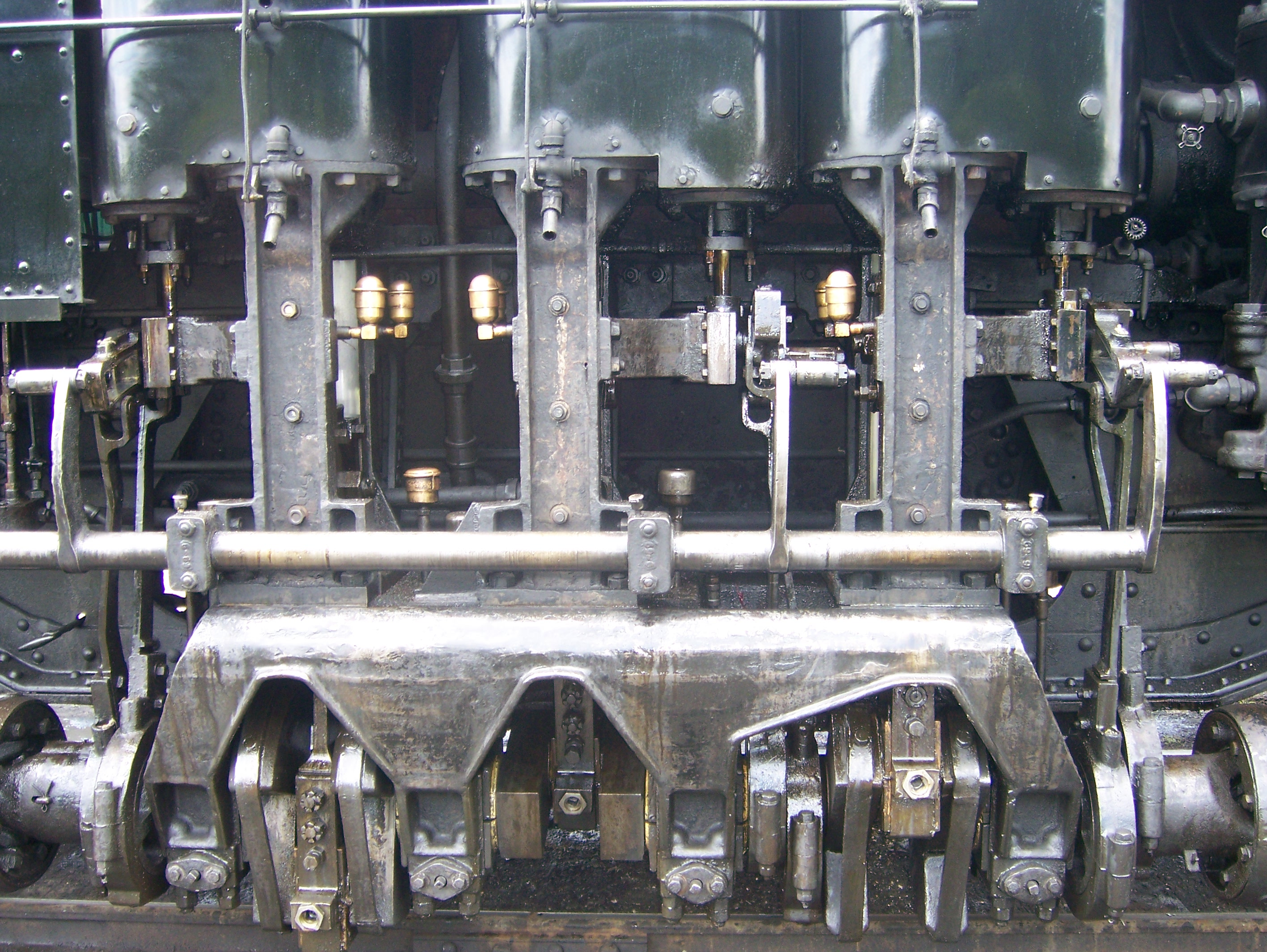
"Motor" de uma locomotiva Shay com três cilindros.

- Classe-A: dois cilindros, dois truques – 686 unidades
- Especial: dois cilindros, três truques – 2 unidades
- Classe-B: três cilindros, dois truques – 1.480 unidades
- Classe-C: três cilindros, três truques – 580 unidades
- Classe-D: três cilindros, quatro truques – 20 unidades[5]